# 鶏白血病
鶏白血病（にわとりはっけつびょう、英:avian leukosis）は、トリ白血病・肉腫ウイルス(Avian sarcoma leukosis virus)の感染を原因とするニワトリの感染症。日本では家畜伝染病予防法において届出伝染病に指定されており、対象動物はニワトリ。トリ白血病・肉腫ウイルスはレトロウイルス科に属するRNAウイルス。垂直感染、水平感染を起こし、垂直感染した雛では免疫寛容となり終生ウイルスを排出し続ける。症状は食欲減退、緑色下痢便排出など。抗体の検出には中和試験、蛍光抗体法、ELISAが用いられ、抗原の検出にはCOFALテスト、ウイルス亜群の同定にはRIFテストが用いられる。ワクチンおよび治療法はない。マレック病との鑑別が必要である。